# Paulianometallyra jacksoni
Paulianometallyra jacksoni är en skalbaggsart som beskrevs av Pierre Lepesme och Stefan von Breuning 1956. Paulianometallyra jacksoni ingår i släktet Paulianometallyra och familjen långhorningar.
Artens utbredningsområde är Kenya. Inga underarter finns listade i Catalogue of Life.